# Web film
Un web film è un film distribuito attraverso internet. Il termine è stato introdotto per differenziare i film prodotti appositamente per la pubblicazione Internet dai tradizionali film distribuiti attraverso media tradizionali, come il cinema o la televisione e convertiti poi in formati compatibili con il web. I Web film sono un nuovo tipo di contenuto mediatico.
Un esempio di web film è dato da Zeitgeist: The Movie, film distribuito solo via internet attraverso servizi come YouTube, Google Video o via Torrent.
| Controllo di autorità | LCCN (EN) sh2007001612 · J9U (EN, HE) 987007549648205171 |